# Porta Romana (Siena)

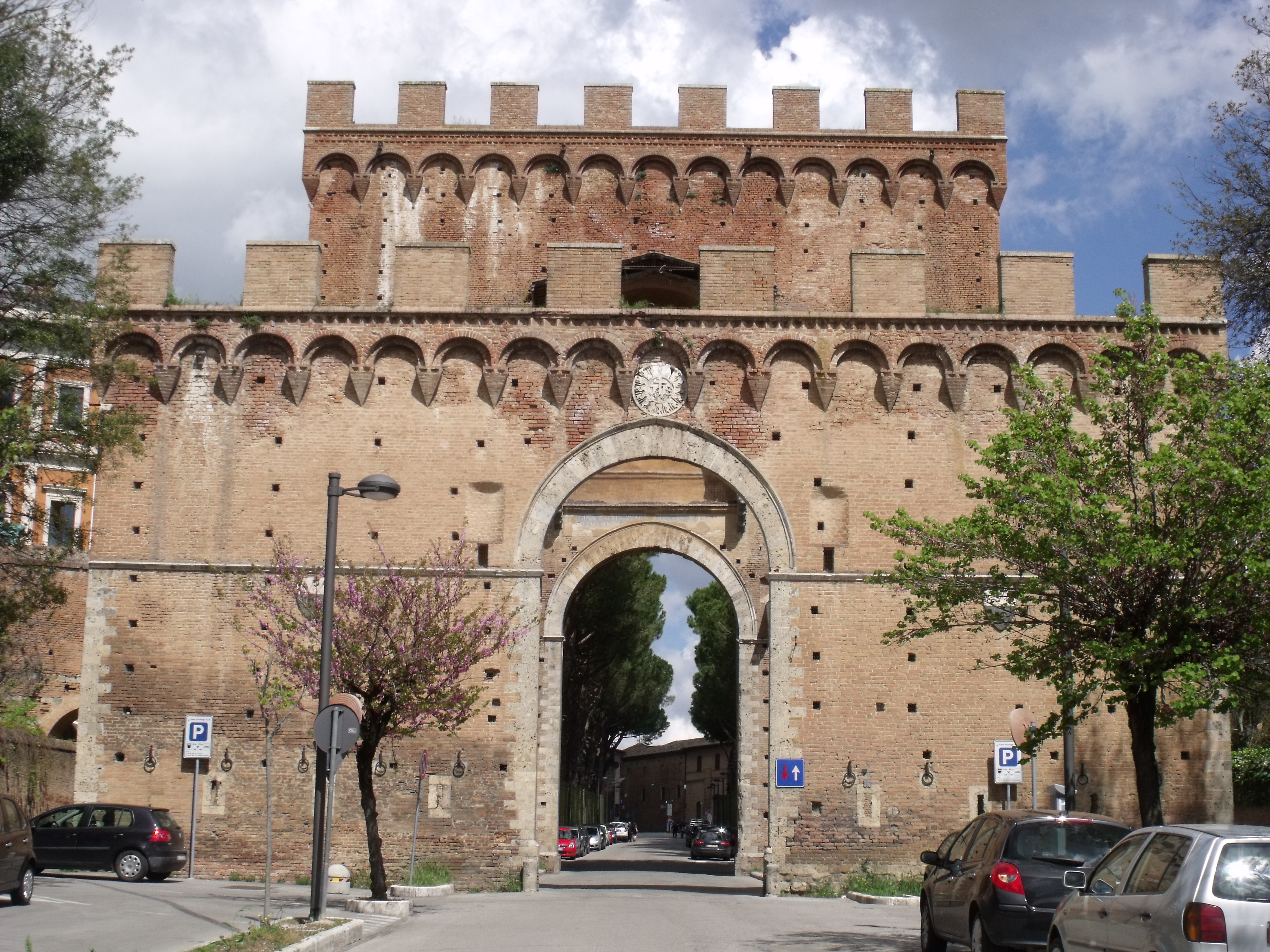
Porta Romana em Siena

Porta Romana é um dos portais das muralhas medievais de Siena. Ele está localizado na Via Cassia em Siena, região da Toscana, Itália. O portão sai perto da Basílica de San Clemente e leva ao sul da cidade até a Via Enea Silvio Piccolomini.

## História
O portão foi construído em 1327-1328 por Agnolo di Ventura e Agostino di Giovanni, e tem uma linha do telhado com ameias e machicolados no portão frontal. O portão é complexo, com dois portais separados, separados por um pequeno pátio interno, com o portão interno mais alto que o externo. Os grandes arcos são revestidos de mármore travertino. O pátio é rodeado por flechas. Era provável que as portas do portão pudessem ser abertas sequencialmente. O portal externo tem um baixo-relevo redondo com o cristograma católico romano IHS dentro de um símbolo do sol (San Bernardino Christogram).
Em 1417, Taddeo di Bartolo foi contratado para pintar o ícone da Madonna no portal interno, dedicado à proteção da cidade. A pintura foi retocada por Sassetta e mais tarde por Sano di Pietro, que a completou em 1466. A pintura representava uma Glória dos Anjos nos arcos inferiores e uma Coroação da Virgem no arco central. Devido ao estado de degradação, o afresco remanescente foi transferido em 1978 para a Basílica de San Francesco, Siena.